# Sultanzade Semiz Mehmed Paixà
Sultanzade Semiz Mehmed Paixà (1602-1646) conegut també com a Civankapıcıbaşı Sultanzade Semiz Mehmed Paşa (grafia turca moderna), fou un gran visir otomà.
Era nascut a Istanbul i fill d'Abd al-Rahman Bey que al seu torn era fill de Semiz Ahmed Paşa que fou gran visir del 1579 al 1580. Era d'origen albanès però el seu nom de Sultanzade li venia per ser net de la princesa Mihr-i Mah Sultan. Amb 19 anys va ser
Civan Kapucubaşı a la campanya de Khotin, i va portar aquest títol com a nom durant anys. El 1630/1631 el sultà el va voler nomenar kubbe weziri (segon visir) però el 1633 Murat IV el va revocar per haver mostrat incompetència en la preparació de la campanya contra Pèrsia i el va enviar exiliat a Rodes.
Recuperat el favor fou altre cop nomenat segon visir fou nomenat beglerbegi d'Egipte on va restar tres anys (1637-1640) i després (1642) nomenat wali d'Otxakov (tur Ozü) amb l'encàrrec de reconquerir Azov (Azak); els cosacs van abandonar la fortalesa i Mehmed va poder ocupar Azov sense lluita. En tornar a la capital el gran visir Kemankeş Kara Mustafa Paşa el va allunyar nomenant-lo beglerbegi de Damasc (octubre de 1643) on va rebre el segell de gran visir (31 de gener de 1644) com a recompensa pel seu suport a Djindji Khodja favorit del sultà Ibrahim I. Va arribar a Istanbul el març de 1644.
El 1645 va preparar la guerra a Creta que havia de durar fins al 1469. El kapudan-i derya serdar(almirall comandant en cap) Sihladar Yusf Pasha va conquerir La Canea (Hanya) però no va fer cap més progrés, i el gran visir el va criticar, però el sultà va donar suport a Yusuf i finalment el 17 de desembre de 1645 fou destituït. El gener de 1646 fou nomenat kapudan-i derya serdar de les forces a Creta i la seva flota de galeres va sortir dels Dardanels i va trobar als venecians manats per Tommaso Morosini prop de Tenedos i va forçar el bloqueig venecià dels estrets (4 de juny de 1646), arribant després a Creta el 10 d'agost següent i va assetjar les fortaleses de la Suda i Aprikorno properes a la Canea. Ja estava mallat durant la travessia i va morir davant la Suda l'11/12 d'agost de 1646.